# Eyal Meyer
Eyal Meyer Shevat (Santiago, 10 de diciembre de 1985) es un actor chileno, alemán e israelí.
Inicialmente su carrera se enfocó en el teatro, hasta que debutó en televisión en 2009. Desde entonces, ha aparecido en diferentes producciones televisivas y cinematográficas. También ha incursionado como locutor radial y rostro publicitario de varias marcas en su país.

## Biografía
Nació en Santiago el 10 de diciembre de 1985. Hijo de un ingeniero civil eléctrico chileno de origen alemán, y de una ingeniera comercial israelí de orígenes húngaros-polacos. Tiene tres hermanos: Yonatan Meyer, ingeniero civil industrial y socio de HMC Capital; Lital Meyer, médica cirujana; y Galit Meyer, kinesióloga. Sus padres se conocieron y contrajeron vínculo en Israel, mientras su padre cursaba un Magister en la Facultad de Ingeniería Eléctrica de Technion. Por su lado materno, son originarios de Hungría, que dadas las circunstancias previas a la Segunda Guerra Mundial, decidieron emigrar a Haifa.
Ingresó a la carrera de Actuación Teatral en la Facultad de Artes de la Universidad de Chile en 2004, alcanzando el puesto número uno tras rendir el examen de admisión. En 2007 obtuvo la Licenciatura en Artes con mención en Actuación Teatral y se tituló de actor en 2010 con la tesis «La creación actoral como un problema ideoplástico». Dedicó la memoria de título a su abuela Lea Shevat.

## Carrera artística
Su primer acercamiento con la actuación fue con el teatro callejero a los dieciséis años.
En televisión apareció esporádicamente en series como Soltera otra vez (2011), interpretando a uno de los galanes de la protagonista (Paz Bascuñán), eso fue un impulso en su carrera abriéndole camino para participar en grandes producciones como Downhill dirigida por Patricio Valladares, Fuerzas especiales del director José Miguel Zúñiga, Videoclub de Pablo Illanes y, la aclamada cinta ganadora del Oso de Berlín del director Sebastián Lelio, Gloria. En series nacionales ha tenido destacados roles en Juana Brava y Las 2 Carolinas, de Vicente Sabatini.
En abril de 2018 debutó como locutor radial en FM Dos.
Actualmente 2025 se dedica como instructor en Chile del arte marcial de la India, Kalaripayattu, del cual ha obtenido la autorización por la DGMN. En la película El puño del Condor, actúa como uno de los antagonistas y pueden identificarse algunos de los movimientos de Kalari. [cita requerida]

## Vida personal
Eyal desde joven ha participado en campañas publicitarias como modelo. Está en pareja con la diseñadora teatral Francisca Correa, con quien tiene dos hijos: Thomer y León Meyer.

## Filmografía
| Año  | Título                  | Director              |
| ---- | ----------------------- | --------------------- |
| 2012 | Otra película de amor   | Wincy Oyarce          |
| 2013 | Gloria                  | Sebastián Lelio       |
| 2013 | Videoclub               | Pablo Illanes         |
| 2014 | Fuerzas especiales      | José Miguel Zúñiga    |
| 2014 | Blood Sugar Baby        | Igal Weitzman         |
| 2014 | La danza de la realidad | Alejandro Jodorowsky  |
| 2016 | Downhill                | Patricio Valladares   |
| 2018 | Dry Martina             | Che Sandoval          |
| 2018 | Tarde para morir joven  | Dominga Sotomayor     |
| 2023 | El puño del cóndor      | Ernesto Díaz Espinoza |
| 2023 | Las demás               | Alexandra Hyland      |
| 2023 | Sayen: La ruta seca     | Alexander Witt        |
| 2023 | El Conde                | Pablo Larraín         |
| 2024 | Sayen: La cazadora      | Alexander Witt        |

## Televisión
| Año       | Título               | Papel             | Notas                      |
| --------- | -------------------- | ----------------- | -------------------------- |
| 2012–2013 | Soltera otra vez     | Víctor Andrade    | 2 episodios                |
| 2014      | Las Dos Carolinas    | Max Parker        | 136 episodios              |
| 2016      | Veinteañero a los 40 | Aquiles Cohen     | 5 episodios                |
| 2016–2017 | Preciosas            | Nicolás Infante   | 94 episodios               |
| 2017      | La Colombiana        | Igor Ramírez      | 143 episodios              |
| 2017–2018 | Dime quién fue       | Rafael Eyzaguirre | 89 episodios               |
| 2019–2020 | Gemelas              | Antonio Martínez  | Antagonista; 138 episodios |
| 2023      | Dime con quién andas | Räbi González     | 55 episodios               |

| Año  | Título      | Papel          | Notas        |
| ---- | ----------- | -------------- | ------------ |
| 2013 | Roommates   | Miguel         | 2 episodios  |
| 2015 | Juana Brava | Esteban Quiroz | 12 episodios |
| 2016 | Bala loca   |                | 1 episodio   |

## Teatro
- 2006: Callejera versión (dir.: Sergio Valenzuela)
- 2006: Hipólito (dir.: Manuela Infante)
- 2007: La2dapalabras (dir.: Sergio Valenzuela, Matucana 100)
- 2008: Leftraru: Epopeya de un guerrero mapuche (dir.: Pato Pimienta)
- 2008: Mujer instalada (dir.: Sergio Valenzuela)
- 2008: Pajaristico (dir.: Carolina Pizarro)
- 2009: Hombra dir.: Sergio Valenzuela)
- 2009: El hombre de la mancha (dir.: Rodrigo Claro, Teatro Municipal de Santiago)
- 2011: Amledi, el tonto (dir.: Raúl Ruiz, Festival Santiago a Mil)
- 2011: La violación de Lucrecia (dir.: Pato Pimienta)
- 2012: Hamlet (dir.: Gustavo Meza)
- 2013: Los 39 escalones (dir.: Nelson Brodt)
- 2013: Tenías que ser tú (dir.: Pierre Sauré)
- 2014: La muerte del príncipe (dir.: Fernando Ocampo, Centro GAM)
- 2014: No cubrir (dir.: Sergio Valenzuela, Centro GAM)
- 2015: 80s, el musical (dir.: Natalia Grez)
- 2017: Fiebre de sábado por la noche (dir.: Moira Miller, Teatro Municipal Las Condes)
- 2018: TAR, el hombre en la selva (dir.: Moira Miller, Mall Plaza)
- 2018: Paradero desconocido (dir.: Andrés Céspedes, Centro Cultural Las Condes)
- 2018: Los últimos remordimientos antes del olvido (dir.: Alejandro Castillo, Teatro Mori)
- 2019: El violinista en el tejado (dir.; Ramón Gutiérrez, Teatro Municipal Las Condes)